# 050 PLM 5101 à 5150
 (décembre 2017).
Si vous disposez d'ouvrages ou d'articles de référence ou si vous connaissez des sites web de qualité traitant du thème abordé ici, merci de compléter l'article en donnant les références utiles à sa vérifiabilité et en les liant à la section « Notes et références ».

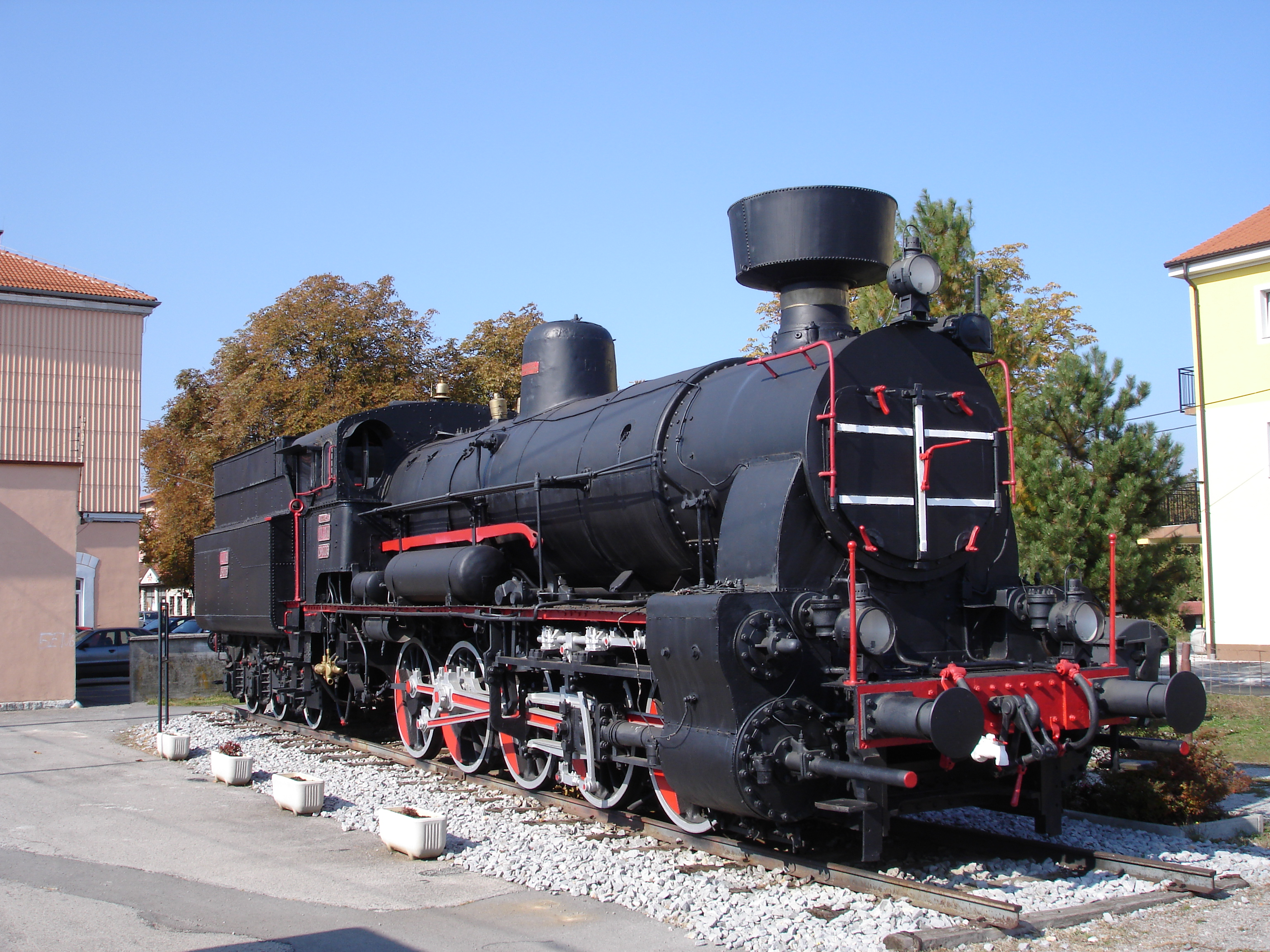
machine identique au 050 du PLM construite en Autriche et préservée en Yougoslavie

Les 050 PLM 5101 à 5150 sont des locomotives à forte adhérence, destinées aux trains de marchandises de la Compagnie des chemins de fer de Paris à Lyon et à la Méditerranée. Ces machines ont été construites en Autriche, et sont similaires à la série 80 (de) des chemins de fer autrichiens.

## Genèse
En 1919, une grande partie de cette série a été dispersée dans tous les pays alliés de la France, au titre des réparations de guerre. Celles du PLM font l'objet d'une commande spéciale et sont livrées neuves par la firme autrichienne : Fabrique de locomotives des chemins de fer de l'État, "Staats-Eisenbahn-Gesellschaft" (StEG) en 1922. Cette commande peut étonner car la Compagnie dispose alors d'un grand parc de locomotives pour le service de marchandise. De fait il est couramment admis que cette commande fut passée pour disposer de locomotives ayant un faible poids par essieu.

## Description
Elles étaient équipées d'une porte de boîte à fumée à 2 vantaux typiquement autrichienne. Le train d'essieux était équipé du système « Gölsdorff » destiné à faciliter l'inscription dans les courbes de faibles rayons. Une particularité de ces locomotives fut d'être équipée d'une ventilation de l'abri par ventilateur Rateau du fait d'une circulation sur des lignes comportant de nombreux tunnels. Les locomotives 5-050 A 1, 4, 8, 22, 23, 25, 30, 37 et 42 furent équipées d'un réchauffeur de type « Dabeg ».

## Utilisation et service
À leur arrivée au PLM, elles furent immatriculées 5101 à 5150 puis, en 1924 elles furent immatriculées : 5 A 1 à 50. Cantonnées toute leur carrière sur la ligne des Cévennes, du fait de leur aptitude à la traction des trains lourds sur de fortes rampes, elles ne connurent que deux dépôts : Roanne et Alès.
En 1938, elles sont réimmatriculées par la SNCF : 5-050 A 1 à 50.
La série est radiée pour 1956 car remplacées par les 141 E et 141 F bien plus récentes, plus économiques et plus faciles d'entretien.

## Tender
Ces locomotives furent accouplées avec des tenders à 3 essieux de même provenance contenant 16 m³ d'eau et 7 t de charbon. 
Ils furent immatriculés ?? à ?? puis ?? à ?? avant de devenir les 5-16 ? ?? à ??.

## Caractéristiques
- Pression de la chaudière : 14 bar (1,4 MPa)
- Surface de grille : 3,42 m2
- Surface de chauffe : 202 m2
- Surface de surchauffe : 26 m2
- Diamètre et course des cylindres : 590 & 850 mm
- Diamètre des roues motrices : 1 260 mm
- Masse à vide : 62,7 t
- Masse en ordre de marche : 69,4 t
- Masse adhérente : 69,4 t
- Longueur hors tout : 17,28 m
- Masse du tender en ordre de marche : 39 t
- Masse totale : 108,4 t
- Longueur totale : ?? m
- Vitesse maxi en service : 50 km/h